# 100e division d'infanterie territoriale
Pour les articles homonymes, voir 100e division.
La 100e division d'infanterie territoriale (100e DT) est une unité de l'armée française créée en 1915 qui participe à la Première Guerre mondiale.

## Les chefs de la100edivision d'infanterie territoriale
- 18 février - 26 juin 1915 : Général Dantant[1]
- 26 juin - 23 décembre 1915 : Général Radiguet[1]
- 23 décembre 1915 - 6 octobre 1916 : Général Tassin[1]
- 6 octobre 1916 - 5 janvier 1917 : Général de Contades-Guizeux[1]

## Première Guerre mondiale

### Composition
- Infanterie[2] :
  - 199e brigade territoriale :
    - 201e régiment d'infanterie territoriale de février 1915 à mai 1917
    - 209e régiment d'infanterie territoriale de février 1915 à mai 1917

  - 200e brigade territoriale :
    - 309e régiment d'infanterie territoriale de février 1915 à mai 1917
    - 315e régiment d'infanterie territoriale de février 1915 à mai 1917
- Cavalerie[2] :
  - 1 escadron du 19e régiment de dragons de février 1915 à janvier 1916
  - 1 escadron du 21e régiment de chasseurs à cheval de janvier 1916 à janvier 1917
- Artillerie[2],[3] :
  - un groupe (41e, 42e et 43e batteries de 90) du 35e régiment d'artillerie de campagne de février 1915 à janvier 1917
  - un groupe (31e, 32e et 33e batteries de 90) du 20e régiment d'artillerie de campagne de janvier 1916 à janvier 1917
- Génie[2] :
  - Compagnies 10/4T et 10/54T du 6e régiment du génie de mi-1916 à janvier 1917
  - Détachement de transmetteurs du 8e régiment du génie de fin 1916 à janvier 1917

### Historique

#### 1915
- 19 - 28 février : constitution dans la région de Paris[4].
- 28 février - 2 septembre : travaux de défense du camp retranché de Paris, dans la zone Mormant, Melun[4].
- 2 - 21 septembre : transport par voie ferrée à Givry-en-Argonne, puis stationnement vers Verrières[4].
- 21 septembre - 24 octobre : mouvement de la division (sauf la 199e brigade) vers La Chapelle ; travaux. Les éléments de la 200e brigade sont mis à disposition de divers service[4].
- 24 octobre 1915 - 29 février 1916 : mouvement vers Billy-le-Grand ; repos[4].
  - Dès le 19 septembre 1915, la 199e brigade est mise à la disposition de la 4e armée. À partir du 24 septembre, elle est en secteur vers Prosnes avec la 60e DI et combat sous ses ordres[5],[6]. Elle y subit les attaques allemandes par gaz des 19 et 27 octobre ; elle rejoint la 100e DT, vers Mourmelon-le-Petit, le 5 décembre.
  - Restée à la disposition de la 2e armée le 24 octobre 1915, la 200e brigade passe au 16e corps d'armée du 4 novembre au 5 décembre.

#### 1916
- 29 février - 16 juin : mouvement vers Mourmelon-le-Petit ; travaux et éléments en secteur vers la ferme des Marquises[4].
- 16 juin - 14 août : occupation d'un secteur entre le nord de Baconnes et le nord-est de Prosnes, déplacée à gauche à partir du 17 juillet vers la ferme de Moscou et le nord-ouest de Prosnes[4].
- 14 août - 29 septembre : retrait du front, transport par voie ferrée dans la région de Villers-Cotterêts ; travaux[4].
- 29 septembre - 20 décembre : transport par voie ferrée dans la région d'Amiens ; travaux[4].
- 20 décembre 1916 - 5 janvier 1917 : mouvement vers Poix ; repos[4].

#### 1917
- 5 janvier 1917 : dissolution[4], les 199e et 200e brigades deviennent des brigades isolées[2]
- mai 1917 : dissolution des 199e et 200e brigade[4]

### Rattachements
Affectation organique : Isolée de février 1915 à janvier 1917
Affectation par armée :
- 2e armée
  - 20 septembre - 24 octobre 1915
- 3e armée
  - 16 août - 29 septembre 1916
- 4e armée
  - 24 octobre 1915 - 16 août 1916
- 6e armée
  - 29 septembre - 12 décembre 1916
- 10e armée
  - 12 décembre 1916 - 5 janvier 1917
- Gouverneur militaire de Paris
  - 19 février - 2 septembre 1915
- Groupement Pétain
  - 2 - 20 septembre 1915